# Pick-up-Artist
Als Pick-up-Artist (englisch für Aufreiß-Künstler), kurz PUA, auch Dating-Coach oder Verführungskünstler, werden Menschen (überwiegend Männer) bezeichnet, die sich durch gezielte Anwendung verschiedener Verhaltensweisen und psychologischer Methoden bessere Chancen bei der sexuellen Verführung fremder Menschen (überwiegend Frauen) versprechen. Die Bewegung wird der antifeministischen Manosphere zugerechnet und auch als Seduction Communities oder Pick-Up Communities bezeichnet.

## Geschichte
Die Entstehung der Seduction Community reicht in die Zeit zurück, als Autor Ross Jeffries das Buch How to Get the Women You Desire into Bed und eine Sammlung von NLP-Techniken unter dem Titel Speed Seduction veröffentlichte. Im Jahr 1994 gründete De Lewis Payne, ein Schüler von Jeffries, die Newsgroup alt.seduction.fast (ASF), wodurch Mitte der 1990er Jahre ein Netzwerk von Internetforen, Maillists, Blogs und Websites entstand, auf denen Verführungstechniken ausgetauscht werden konnten. Trotz der Bedeutung, die Jeffries’ Buch für die Entstehung der Bewegung hatte, ist festzuhalten, dass es nicht das erste in dieser Richtung war. So veröffentlichte der überaus einflussreiche Psychologe und Psychotherapeut Albert Ellis bereits 1963 mit The Intelligent Woman’s Guide to Man-hunting einen entsprechenden Ratgeber für Frauen, dem er 1967 zusammen mit Roger Conway das in mehrere Sprachen übersetzte Pendant für Männer, The Art of Erotic Seduction, folgen ließ.
Mit dem Erfolg von The Game (auf Deutsch Die perfekte Masche), das in der „New York Times Bestseller List“ stand, durch den Artikel in der New York Times von Neil Strauss und durch die Reality-TV-Show The Pickup Artist wurde die Seduction Community einer breiteren Öffentlichkeit über die Medien bekannt. Im Jahr 2007 startete auf MTV (ursprünglich eine Produktion von VH1) die Reality-TV-Show The Pickup Artist mit Erik von Markovik alias Mystery, der acht Männer in Pick-up-Artists verwandeln soll. Eine zweite Staffel wurde von VH1 in Auftrag gegeben und ausgestrahlt. Heute gelten z. B. Neil Strauss alias Style und Erik von Markovik alias Mystery als international bekannte Vertreter dieser Szene. Jedoch wandte sich Strauss zuletzt von der Seduction Community ab und sagte, dass er sich für sein Buch The Game schäme.

## Ideologie

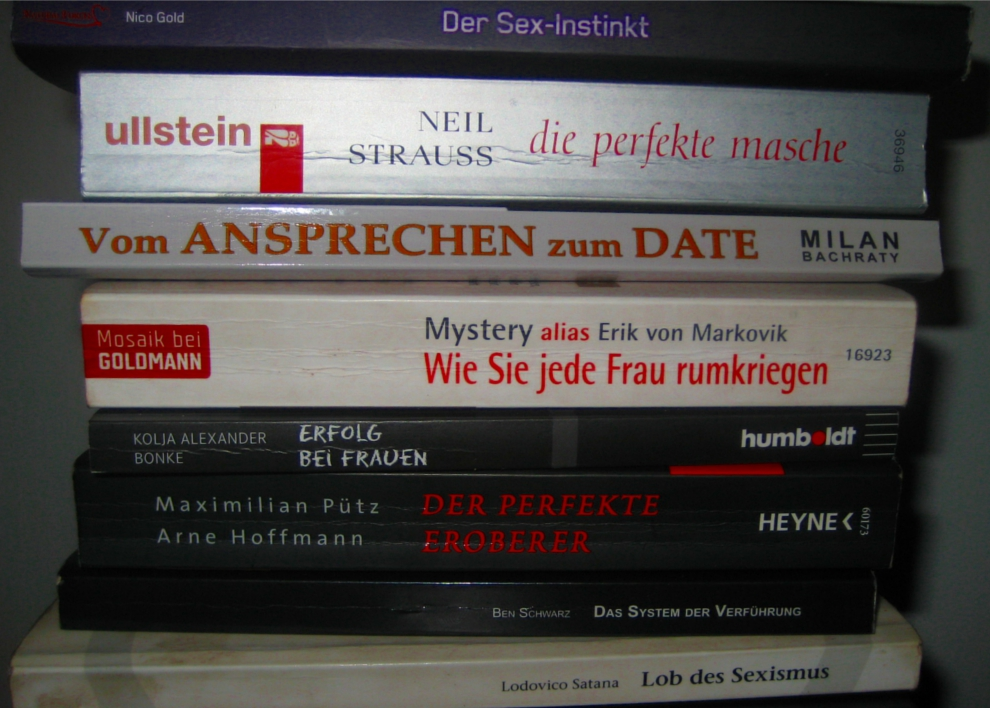
Eine Auswahl von Literatur zum Thema „Verführung“

Die Ideologie der Pick-up-Artists geht von einer natürlichen Überlegenheit des Mannes gegenüber der Frau aus. Frauen werden innerhalb der Szene vor allem als Objekte eines männlichen Wettbewerbs um Sex gesehen. Männer können nach Ansicht der Pick-up-Artists durch Training ihre Chancen in diesem Wettbewerb verbessern. Hauptzielgruppe der Seduction Communities sind Männer, die oft als Nerds oder Geeks stereotypisiert werden, und die Schwierigkeiten haben, vorherrschenden Geschlechternormen und -beziehungen zu entsprechen. Die Methoden einzelner Akteure und Gruppen innerhalb der Szene unterscheiden sich teilweise stark.
In den Communities wird vor allem die Selbstoptimierung, die Erhöhung des eigenen Selbstbewusstseins und eine erfolgreiche Selbstvermarktung als Leitbild gesehen. Laut Rolf Pohl spiegeln sich in dieser Ideologie die am Neoliberalismus orientierten Männlichkeits- und Geschlechterbilder wider, die zu einer auf „Leistung, Erfolg und gutes Aussehen getrimmten Gesellschaft“ führten. Pick-up-Artists vertreten laut der Geschlechterforscherin Franziska Schutzbach „ein aggressives und Hierarchie verherrlichendes Männerbild, das eng verknüpft ist mit einer objektifizierenden und abwertenden Perspektive auf Frauen – nicht wenige PUAs legitimieren Gewalt.“ Die Ideologie der Pick-up-Artists basiert auf der Betonung evolutionsbiologischer Geschlechterunterschiede und der Idealisierung einer dominanten Männlichkeit (in der Szene Alpha genannt), die erlernt werde könne.

### Strategien
Viele Pick-up-Artists verwenden wissenschaftlich anmutende Sprache und pseudowissenschaftliche Konzepte, um den verwendeten Techniken einen wissenschaftlichen Anstrich zu geben und das Community-Gefühl innerhalb der Szene zu stärken. Außerdem verwenden die PUA zur Beschreibung der verwendeten Strategien und Techniken häufig Vokabeln aus dem militärischen, sportlichen und geschäftlichen Kontext. Innerhalb der Szene werden Strategien und Techniken als Game (dt. Spiel) bezeichnet. Im Game geht es darum, „Alphamännlichkeit“ zu projizieren. Als Inner Game werden selbstbezogene Praktiken bezeichnet, durch die bestimmte Werte und Ziele internalisiert werden sollen. Als Outer Game werden Techniken bezeichnet, die PUAs das Erreichen ihrer Ziele bei Frauen ermöglichen soll. Durch Techniken wie Push and Pull, also die „Überhäufung der Frauen mit Komplimenten und anschließender Erniedrigung“ sollen Frauen verunsichert werden. Pick-up-Artists wollen auch durch Techniken wie Neurolinguistische Programmierung Frauen manipulieren und kontrollieren. In der Szene gibt es außerdem sogenannte Last-Minute-Resistance-Techniken, durch die der Widerstand von Frauen, die Geschlechtsverkehr abgelehnt haben, gebrochen werden soll. In PUA-Foren finden sich viele persönliche Schilderungen sexueller Übergriffe.

### Politische Entwicklung
Die Pick-Up-Szene wird bereits seit einigen Jahren in einen Zusammenhang mit rechten Netzwerken gebracht. Überschneidungen ergeben sich vor allem, aber nicht nur durch Antifeminismus und Sexismus. Insbesondere in der englischsprachigen PUA-Szene gibt es Überschneidungen mit der Alt-Right, und innerhalb der Communities kommt es zur Radikalisierung junger Männer. Besonders wird dabei auch auf die Berührungspunkte mit der Incel-Bewegung hingewiesen. Beiden Bewegungen ist ein deterministisches, objektifizierendes und sexistisches Frauenbild gemeinsam, dem zufolge Frauen gleichzeitig eine gewisse soziale Macht in der Beziehungsanbahnung zugesprochen wird, diese jedoch als ungerechtfertigt und der natürlichen Überlegenheit des Mannes im Wege stehend bezeichnet wird. In beiden Bewegungen wird der Feminismus als Ursache der wahrgenommenen Probleme von Männern im Dating und der Beziehungsgestaltung angenommen. Auf der als Incel-Forum geltenden Website PUAHate grenzten sich allerdings Teile der Manosphere von der Pick-Up-Szene ab, indem sie ihr Betrug vorwarfen, da ihre Techniken nicht funktionieren würden.

## Szene
Die Mitglieder sind über das Internet via Social Media, Foren, Blogs, Newsgroups und E-Magazinen miteinander verbunden sowie in Gruppen, sogenannten Lairs, in vielen Ländern organisiert. Franziska Schutzbach bezeichnet PUA-Communities als „homosoziale Räume“, in denen weibliche Perspektiven nicht vorkämen und in denen Männer sich von der Interaktion mit Frauen abschotteten.
Zu den Hintergründen, wieso sich junge Männer den Communities anschließen, wurden Einsamkeit und soziale Isolation, fehlende männliche Rollenbilder sowie Schüchternheit und Introvertiertheit bis hin zu sozialer Angststörung genannt. Neben dem vordergründigen Ziel, die PUA-Techniken zu erlernen, wirkt auch der Zugang zu einer homosozialen Gemeinschaft und die Möglichkeit, neue Kontakte mit anderen Männern zu knüpfen, attraktiv.

### Kommerzielle Angebote
Die Ansichten und Praktiken werden von einigen Unternehmen in Seminaren, Workshops, auf Kongressen sowie in Büchern und als DVD vermarktet. Es handelt sich mittlerweile um eine große eigenständige Industrie. Im Vereinigten Königreich kosten Wochenendseminare um die 500 Pfund Sterling und Einzelsitzungen mit Coaches mehr als 100 Pfund pro Stunde. Der Gesamtwert der Industrie wird auf 100 Millionen Dollar geschätzt.

### Bekannte Vertreter

#### Julien Blanc
Der US-Amerikaner und gebürtige Schweizer Julien Blanc ist ein Pick-up-Artist, der für das Unternehmen Real Social Dynamics Seminare anbot. Umstrittene Videos von ihm sorgten im Herbst 2014 weltweit für Empörung. Die Frauenrechtsorganisation Terre des Femmes in Deutschland äußerte daraufhin, bei Veranstaltungen der sogenannten Pick-up-Artists werde zu sexueller Gewalt gegen Frauen aufgerufen. Dies sei nicht von der Meinungsfreiheit gedeckt. Weltweit formierte sich im Herbst 2014 im Internet über Twitter und eine Online-Petition Protest. Hoteliers wurden aufgefordert, die Räume für die Seminare der Pick-Up-Firma Real Social Dynamics aus den USA zu stornieren. Nachdem Blanc in einem Video mit einer Vergewaltigung geprahlt hatte, wurde ihm die Einreise nach Großbritannien und Brasilien untersagt. Auch Vortragsreisestationen in Singapur, Japan und Südkorea wurden unterbunden.

#### Roosh V
Einer der bekanntesten Pick-up-Artists ist Daryush Valizadeh (alias Roosh V), der die Website Return of Kings betreibt. Er ist frauenfeindlich und spricht sich für die Legalisierung von Vergewaltigung auf Privatgelände aus, eine Forderung, die er im Nachhinein als Satire zu verteidigen versuchte. Das Southern Poverty Law Center setzte die Website Return of Kings auf ihre Liste der Hassgruppen. Valizadeh initiierte auch Online-Belästigungskampagnen, zum Beispiel gegen übergewichtige Frauen.

## Kritik
Der Sozialpsychologe Rolf Pohl bezeichnet Pick-up-Artists als frauenfeindliche und rückwärtsgewandte sektenähnliche Gemeinschaft.

### Bewertung der dargestellten Methoden
Das Nachrichtenmagazin Der Spiegel veröffentlichte ein Interview mit dem Psychologen Andreas Baranowski, der die Wirksamkeit von Techniken selbsternannter Verführungsexperten kritisch beurteilt. Die Flirt-Strategien der Seduction Community seien danach veraltet und berücksichtigen nicht neueste wissenschaftliche Erkenntnisse, wie z. B. den reinen Placebo-Effekt von Neurolinguistischem Programmieren. Auch der Journalist und Schriftsteller Gene Weingarten beschrieb ein dreitägiges Seduction-Seminar als wenig hilfreich.
Für einen Artikel belegte der Journalist Hugo Rifkind ein Seminar bei Neil Strauss und beschreibt seine Erfahrung als positives Erlebnis, das das Selbstwertgefühl steigere, da man wisse, wie die Aufmerksamkeit von Frauen gewonnen werden kann. Nach Neil Strauss sollen die Methoden den Männern helfen, mit Frauen in Kontakt treten zu können. Eine Frau könne auch dann entscheiden, ob und wen sie wählt. Das Argument, die dargestellten Methoden seien vertretbar, da es die Entscheidung der Frau sei, ob sie darauf eingehe, wird allerdings dafür kritisiert, die Machtgefälle in heterosexuellen Beziehungen zu vernachlässigen und von einem postfeministischen und neoliberalen Ideal einer reinen individuellen Autonomie auszugehen. Juliane Frisse vom Bayerischen Rundfunk, die einige Dating- und Beziehungstipps aus dem der Pick-Up-Szene nahestehenden Forum The Red Pill untersuchte, bewertete diese als „Anleitung zum emotionalen Missbrauch“. Die Psychologin Elisabeth Ponocny-Seliger bezeichnet die angebotenen Kurse als „Anleitung zur sexuellen Belästigung“.

### Individualisierung der Probleme
Andrew Manno kritisiert, dass sich die Communities einzig auf die Eigenverantwortlichkeit der Mitglieder und den Wettbewerb fokussieren, anstatt die systemischen Ursachen zu benennen, die zu den Schwierigkeiten mit zwischenmenschlichen Beziehungen führten. Dies sei typisch für die Konstruktion von traditioneller Männlichkeit sowie die vorherrschende neoliberale Logik, in der eine kompetitive „Winner Takes It All“-Mentalität vorherrsche und Männer zu „Jägern“ erklärt würden. Die Kommunikationswissenschaftler Jack Bratich und Sarah Banet-Weiser sehen den Fokus auf Eigenverantwortlichkeit als eine der Ursachen dafür an, dass sich die Szene weiter radikalisierte und es schließlich in den nachfolgenden PUAHate/Incel-Communities zu Frauenhass gekommen sei. Da es in dieser neoliberalen Logik für das (wiederholte) Scheitern, das einige Männer erfuhren, scheinbar keine andere Erklärung als ihr eigenes Versagen gab, habe sich Frust angestaut, der sich später in einem Hass auf Frauen entladen habe.

## Mediale Rezeption
- 21 & Jungfrau: Warum klappt es bei Jonas nicht? auf YouTube von follow me.reports über Absolute Beginners und Pick-up-Artists

- In Filmen wie z. B. The Tao of Steve, Der Date Profi und Hitch wurde das Thema aufgegriffen und behandelt.
- Das Verfilmungsrecht an dem Buch The Game von Neil Strauss wurde von der Firma Spyglass Entertainment erworben.[46] Dating-Coach Ross Jeffries gilt als Vorbild für die Rolle des Flirtgurus Frank T.J. Mackey, den Tom Cruise in dem Film Magnolia spielt.[47]
- Der Tatort: Masken nahm sich Ende 2021 des Themas an.